# Saint Sébastien lié à un arbre
Saint Sébastien lié à un arbre est une gravure sur bois réalisée en 1514 par l'artiste de la Renaissance allemande Hans Baldung.

## Iconographie
Lorsqu'en 1514 Hans Baldung conçoit son Saint Sébastien lié à un arbre, composition ambitieuse comme l'attestent ses dimensions, l'artiste a de toute évidence en tête le Saint Sébastien attaché à un arbre gravé par Albrecht Dürer en 1501. Il s'inspire aussi de façon indéniable du Maître E. S. pour le positionnement du bras de saint Sébastien.

## Analyse
Baldung franchît un pas supplémentaire par rapport à l'œuvre de Dürer dans la représentation des tourments et , en outre, là où Dürer offre à voir un personnage  qui parait figé dans l'immobilité, Baldung opte pour une scène en mouvement. Tandis qu'il se contorsionne tout en s'affaissant sous le poids de son corps, Sébastien continue de lutter, comme le montre sa main droite grande ouverte tendue vers le ciel.
La recherche du pathos est manifeste autant qu'aboutie, au point que l'historien de l'art Hans Curjel a qualifié cette œuvre de « Laocoon allemand ».